# Sniježnica (góra)
Sniježnica (1234 m) – góra w Chorwacji, położona na obszarze Konavli, część Gór Dynarskich.

## Opis
Jest położona przy trójstyku granic Bośni i Hercegowiny, Chorwacji i Czarnogóry. Jej najwyższym szczytem jest Sveti Ilija (1234 m n.p.m.). Rozciąga się na długości ok. 12 km.
Jest zbudowana głównie z wapienia. Posiada formy krasowe (np. Glogova jama). Stanowi siedlisko mandragory lekarskiej.
Po jej północnej części leżą wsie Duba Konavoska i Stravča, a po południowej Kuna Konavoska.